# To the Power of Eight
To the Power of Eight é o oitavo álbum de estúdio da banda alemã de a cappella metal van Canto, lançado em 4 de junho de 2021 pela Napalm. Ele traz o ex-vocalista da banda, Dennis "Sly" Schunke, como vocalista convidado em todas as faixas.

## Contexto, gravação e temas
Depois de cantar com eles ao vivo no Summer Breeze Open Air de 2019, o ex-vocalista Sly foi convidado a ser cantor principal em uma ou duas faixas do álbum, mas acabou cantando em todas elas depois que o grupo ficou satisfeito com a forma como os três principais vocalistas soaram juntos.
A bateria foi gravada no início de setembro de 2020 no Kohlekeller-Studio. A maioria dos vocais foi gravada no próprio estúdio de Stefan Schmidt, com Ross Thompson e Jan Moritz gravando suas partes remotamente.

### Capa e título do álbum
O nome do álbum é uma referência ao fato de ser o oitavo álbum da banda e de contar com oito músicos no total. A capa mostra a vocalista Inga Scharf puxando um navio-tanque para um porto; a banda inicialmente queria algo na linha da capa de seu álbum anterior Trust in Rust, então eles pensaram em ferrugem no azinhague em um cenário industrial. A ideia de puxar algo poderoso veio como uma referência à palavra "Power" ("potência") do título.

### Informação das músicas
Das 12 faixas do álbum, oito são novas e quatro são covers.
A faixa-título e de abertura foi lançada com o teaser do álbum. "Turn Back Time", a balada do álbum, foi escrita em 1999 por Stefan e o baterista Bastian Emig, mas eles decidiram lançá-la apenas décadas depois porque a letra lida com o passado.
"Hardrock Padlock" foi escrita como uma homenagem aos anos 1980, especialmente canções escritas por Desmond Child para Bon Jovi, Aerosmith e Alice Cooper .

## Lançamento e divulgação
To the Power of Eight foi lançado como LP Gatefold, CD Digipack e em formato digital.
"Falling Down" foi lançado em 19 de abril de 2021. O cover de Amon Amarth, "Raise Your Horns", foi lançado em 10 de maio de 2021. Em 1 de junho de 2021, eles lançaram o single "Faith Focus Finish". Em 9 de junho de 2021, eles lançaram o single "Dead By the Night".

## Recepção da crítica
| Críticas profissionais  | Críticas profissionais |
| Avaliações da crítica   | Avaliações da crítica  |
| Fonte                   | Avaliação              |
| ----------------------- | ---------------------- |
| Metal Hammer (Alemanha) | 5.5/7                  |

Escrevendo para a edição alemã do Metal Hammer, Sarah Angeli elogiou o álbum como um todo, criticando apenas o cover de "Run to the Hills" do Iron Maiden por não chegar "perto do original". Ela terminou sua crítica dizendo que o van Canto "mais uma vez conseguiu criar uma obra de arte inovadora e atmosférica".

## Paradas
| Parada (2021)                         | Maior colocação |
| ------------------------------------- | --------------- |
| Alemanha (Offizielle Deutsche Charts) | 45              |

## Lista de faixas
| N.º            | Título                                                            | Duração |  |
| 1.             | "To the Power of Eight" (Elevado à Oitava (Potência))             | 1:58    |  |
| 2.             | "Dead by the Night" (Mortos à Noite)                              | 3:37    |  |
| 3.             | "Faith Focus Finish" (Fé Foco Fim)                                | 4:56    |  |
| 4.             | "Falling Down" (Caindo)                                           | 5:11    |  |
| 5.             | "Heads Up High" (De Cabeça Erguida)                               | 3:37    |  |
| 6.             | "Raise Your Horns" (Levante seus Chifres (cover do Amon Amarth))  | 4:24    |  |
| 7.             | "Turn Back Time" (Voltar o Tempo)                                 | 3:41    |  |
| 8.             | "Run to the Hills" (Corram para os Morros (cover do Iron Maiden)) | 4:00    |  |
| 9.             | "Hardrock Padlock" (Cadeado de Hardrock)                          | 3:36    |  |
| 10.            | "Thunderstruck" (Atingido por um Trovão (cover do AC/DC))         | 4:52    |  |
| 11.            | "From the End" (Do Final)                                         | 4:54    |  |
| 12.            | "I Want It All" (Eu Quero Tudo Isso (cover do Queen))             | 3:34    |  |
| Duração total: | Duração total:                                                    | 48:20   |  |